# Nederlandse kampioenschappen veldrijden 2010
De Nederlandse kampioenschappen veldrijden 2010 werden verreden op zaterdag 9 en zondag 10 januari 2010 in Heerlen. In 1999 en 2004 werden de Nederlandse kampioenschappen eveneens in Heerlen verreden.

## Uitslagen

### Mannen elite
Lars Boom was titelverdediger bij de mannen elite, nadat hij in de voorgaande drie jaren de titel had opgeëist. Er stonden 27 renners in de elite-klasse aan de start. Boom won zijn vierde titel en liet Gerben de Knegt en Thijs Al achter zich op de tweede en derde plaats.
| Plaats                    | Naam                | Tijd    |
| ------------------------- | ------------------- | ------- |
| Nederlandse kampioenstrui | Lars Boom           | 1:02.20 |
| Zilver                    | Gerben de Knegt     | + 2     |
| Brons                     | Thijs Al            | + 3     |
| 4                         | Thijs van Amerongen | + 5     |
| 5                         | Wilant van Gils     | + 7     |
| 6                         | Bram Schmitz        | + 25    |
| 7                         | Rudi van Houts      | +2.55   |
| 8                         | Patrick van Leeuwen | z.t.    |
| 9                         | Roy van Heeswijk    | + 4.14  |
| 10                        | Jordy Luisman       | + 4.24  |

### Vrouwen elite
Daphny van den Brand was de titelverdedigster waarbij zij in het voorgaand jaar haar tiende titel had gewonnen. Van den Brand werd in 2010 voor de elfde keer Nederlands kampioene. Marianne Vos werd tweede en Sanne van Paassen derde. Er deden 19 vrouwen mee in de eliteklasse.
| Plaats                    | Naam                   | Tijd   |
| ------------------------- | ---------------------- | ------ |
| Nederlandse kampioenstrui | Daphny van den Brand   | 44.01  |
| Zilver                    | Marianne Vos           | + 8    |
| Brons                     | Sanne van Paassen      | + 2.46 |
| 4                         | Linda van Rijen        | + 3.19 |
| 5                         | Sophie de Boer         | z.t.   |
| 6                         | Reza Hormes-Ravenstijn | + 4.53 |
| 7                         | Arenda Grimberg        | + 5.29 |
| 8                         | Monique van de Ree     | + 5.47 |
| 9                         | Bianca van den Hoek    | + 7.32 |
| 10                        | Linda Kroes            |        |

### Mannen beloften
| Plaats                    | Naam                | Tijd   |
| ------------------------- | ------------------- | ------ |
| Nederlandse kampioenstrui | Corné van Kessel    | 52.04  |
| Zilver                    | Ramon Sinkeldam     | + 16   |
| Brons                     | Mitchell Huenders   | + 36   |
| 4                         | Tijmen Eising       | + 51   |
| 5                         | Micki van Empel     | + 58   |
| 6                         | Twan van den Brand  | + 1.07 |
| 7                         | Lars van der Haar   | + 2.02 |
| 8                         | Boy van Poppel      | + 2.14 |
| 9                         | Kevin Smit          | + 2.21 |
| 10                        | Geert van der Horst | + 2.29 |

### Jongens junioren
| Plaats                    | Naam                    | Tijd   |
| ------------------------- | ----------------------- | ------ |
| Nederlandse kampioenstrui | David van der Poel      | 44.54  |
| Zilver                    | Michiel van der Heijden | + 2    |
| Brons                     | Mike Teunissen          | + 13   |
| 4                         | Gert-Jan Bosman         | + 23   |
| 5                         | Danny van Poppel        | + 1.06 |
| 6                         | Stan Godrie             | + 1.53 |
| 7                         | Douwe Verberne          | + 2.21 |
| 8                         | Dylan van Baarle        | + 2.29 |
| 9                         | Kay Welten              | + 2.45 |
| 10                        | Twan Brusselman         | + 3.02 |

Kampioenschappen:  Wereldkampioenschappen · 
 Europese kampioenschappen · 
 Belgische kampioenschappen · 
 Nederlandse kampioenschappen
Klassementen:  Wereldbeker · 
 Superprestige · 
 GvA Trofee · 
 TOI TOI Cup · 
 Challenge national
Overig:  Fidea Cyclocross Classics
1963 · 
1964 · 
1965 · 
1966 · 
1967 · 
1968 · 
1969 · 
1970 · 
1971 · 
1972 · 
1973 · 
1974 · 
1975 · 
1976 · 
1977 · 
1978 · 
1979 · 
1980 · 
1981 · 
1982 · 
1983 · 
1984 · 
1985 · 
1986 · 
1987 · 
1988 · 
1989 · 
1990 · 
1991 · 
1992 · 
1993 · 
1994 · 
1995 · 
1996 · 
1997 · 
1998 · 
1999 · 
2000 · 
2001 · 
2002 · 
2003 · 
2004 · 
2005 · 
2006 · 
2007 · 
2008 · 
2009 · 
2010 ·
2011 ·
2012 ·
2013 ·
2014 ·
2015 ·
2016 ·
2017 ·
2018 ·
2019 ·
2020 ·
2021 ·
2022 ·
2023 · 2024 · 2025